# Auz

Domeniul de frecvențe percepute de urechea omului

Auzul este posibilitatea de a recepționa și a interpreta undele sonore. Aceste unde, vibrații sau oscilații se pot transmite prin lichide, solide și gaze. Principalul organ al auzului este urechea. Cu ajutorul urechii se pot determina frecvența, direcția și distanța de la care vine sunetul.
Urechea omenească poate să perceapă numai sunetele între anumite frecvențe.
Urechea mamiferelor este alcătuită din ureche externă, medie și internă.